# Hans Georg Schachtschabel
Hans Georg Schachtschabel (ur. 16 marca 1914 w Dessau, obecnie część Dessau-Roßlau, zm. 29 października 1993 w Mannheimie) – niemiecki polityk i ekonomista, nauczyciel akademicki, parlamentarzysta krajowy i europejski.

## Życiorys
Syn urzędnika miejskiego Hansa i Anny z domu Huth, pochodził z rodziny ewangelickiej. Po zdaniu matury w 1933 do 1937 studiował ekonomię, prawo i politologię na uniwersytetach w Gießen, Wiedniu i Lipsku, uzyskując w 1937 doktorat na Uniwersytecie w Lipsku. Następnie był pracownikiem naukowym Uniwersytecie w Kilonii i Uniwersytecie w Halle, na drugim z nich w 1940 habilitował się. Pracował w międzyczasie w izbie przemysłowo-handlowej w Lipsku i komisji planowania gospodarczego w Nadrenii. W 1941 otrzymał zakaz nauczania w ramach nagonki NDStB na profesora Waldemara Mitscherlicha, z którym współpracował. Został następnie skierowany do pracy w paryskim archiwum Auswärtiges Amt i nauki w Heeresnachrichtenschule (szkole radiooperatorów wojskowych). W 1943 po przeniesieniu z Halle został wykładowcą Uniwersytetu w Marburgu. W 1949 zwolniony z tej uczelni, następnie wykładał na Uniwersytecie (Wyższej Szkole Handlowej) w Mannheimie. Został kierownikiem katedry polityki społeczno-ekonomicznej na tej uczelni, zostając profesorem nadzwyczajnym (1952) i zwyczajnym (1962). Kierował ponadto Instytutem Badań Społecznych w Darmstadt. W 1982 przeszedł na emeryturę. Autor publikacji o tematyce ekonomicznej i społecznej.
Od 1933 członek Sturmabteilung, w 1935 przeszedł do Schutzstaffel. W 1937 przyjęty do Narodowosocjalistycznej Niemieckiej Partii Robotników. Od 1945 należał do Socjaldemokratycznej Partii Niemiec, od 1953 do 1970 zasiadał w radzie miejskiej w Mannheim. Pomiędzy 1969 a 1983 pozostawał deputowanym Bundestagu, w latach 1974–1975 oddelegowany do Parlamentu Europejskiego.
Dwukrotnie żonaty, od 1941 do 1942 z Lotte Grete, a od 1947 z Ellen Schultz. Miał po jednym dziecku z każdego związku.

## Odznaczenia
Odznaczony Orderu Zasługi Republiki Federalnej Niemiec: Krzyżem Zasługi I Klasy (1973) i Wielkim Krzyżem (1979).